# Stade Ernest-Wallon
Het Stade Ernest-Wallon is een stadion in Toulouse, Frankrijk. Het is het thuisstadion van Stade Toulousain. Het stadion werd geopend in 1982 en heeft een capaciteit van 19.500 toeschouwers. Het stadion werd gebruikt tijdens het Wereldkampioenschap rugby 1991. De enige wedstrijd tijdens dat toernooi in het stadion was de wedstrijd tussen Canada en Roemenië.

Interieur van het Stade Ernest-Wallon